# District spécial de Liuzhi
Le district spécial de Liuzhi (六枝特区 ; pinyin : Liùzhī Tèqū) est une subdivision administrative de la province du Guizhou en Chine. Il est placé sous la juridiction de la ville-préfecture de Liupanshui.